# Hermann Eduard Heubel

Hermann Eduard Heubel

Hermann Eduard Heubel (* 12. Februar 1854 in Hamburg; † 28. Januar 1907 in Hamburg) war Baumeister und Architekt in Hamburg.

## Leben
Hermann Eduard Heubel war das sechste von acht Kindern des Hamburger Bildhauers und Kaufmanns Adolph Heubel und seiner Ehefrau Ulrica Hoppe und zugleich Urenkel des Johann Heinrich Heubel.
Er erlernte das Maurerhandwerk bei T.F. Beger und ging dann nach Berlin, wo er einige Zeit die Bauakademie besuchte. Anschließend leistete er Militärdienst bei dem Jäger-Bataillon in Goslar und wurde Reserveoffizier.
Heubel heiratete in Krefeld am 26. März 1884 Louise Wilhelmine Jacobs (* 5. November 1863 in Krefeld; † 3. Mai 1957 in Hamburg). Mit ihr hatte er drei Söhne und zwei Töchter. Er befasste sich intensiv mit genealogischen Fragen seiner Familie und hinterließ Aufzeichnungen darüber.
Er starb plötzlich und unerwartet. Bei der Feier zu Kaiser Wilhelms II Geburtstag in der „Militärischen Kameradschaft“ in Hamm wurde er vom Schlag getroffen, nachdem er soeben ein begeistert aufgenommenes Hoch auf den Kaiser ausgebracht hatte.

## Wirken

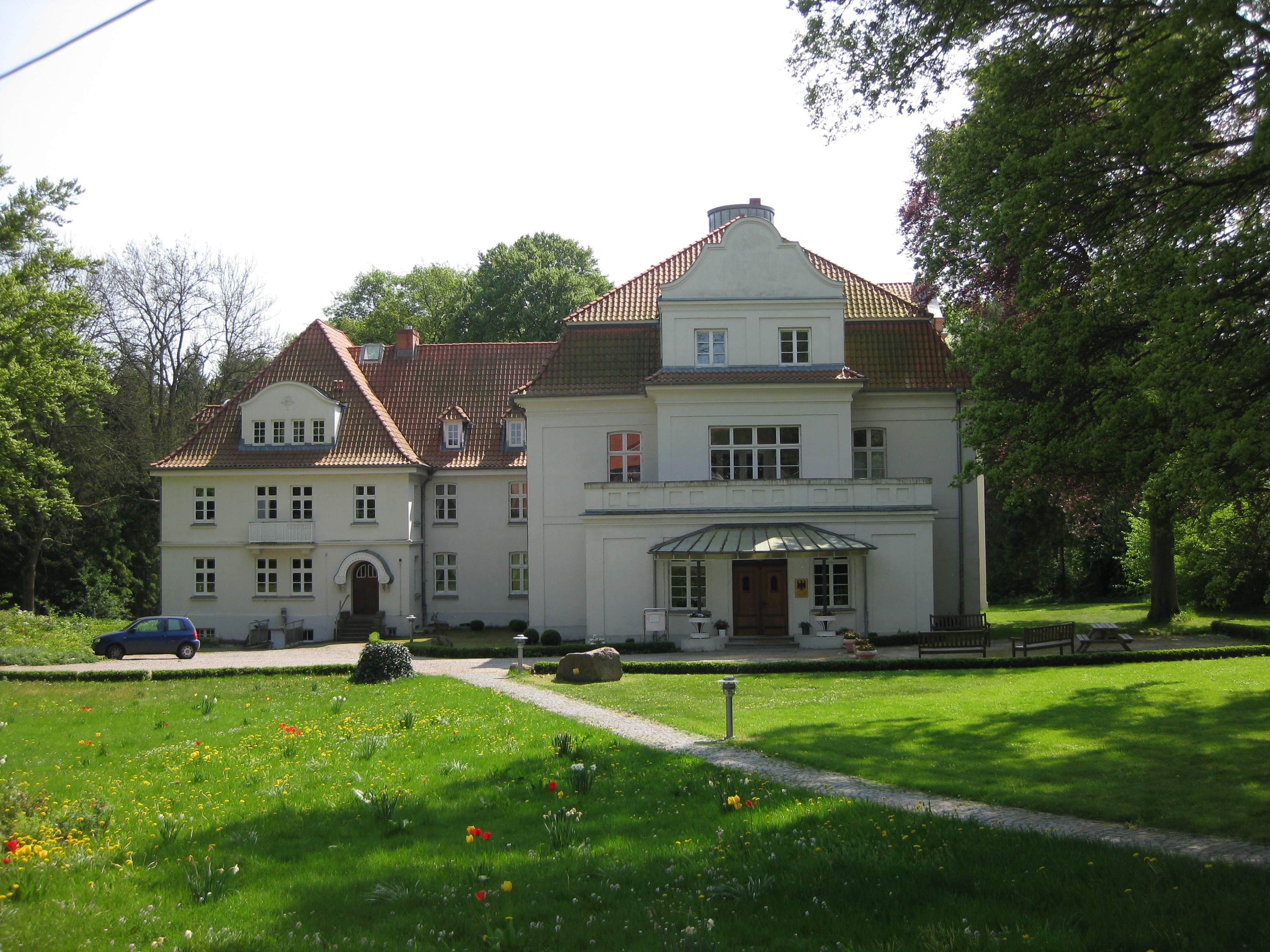
Erneuerung eines Gutshauses, heute Institut für Ökologischen Landbau in Trenthorst

Nach dem Militärdienst trat Heubel in das Atelier von Kayser & von Großheim in Berlin ein, um bei den Vollendungsarbeiten des Baues der Lindenpassage beschäftigt zu werden und kam später zu dem Architekten Rötger, für den er die Bauführung des Schlosses in Posen übernahm. 1878 wurde er zurückberufen, weil der mit seinem Vater befreundete Zimmermeister W. Krumbhaar in Hamburg verstorben war. Er übernahm dessen Geschäft am 2. September 1882 gemeinsam mit dem Sohn des Verstorbenen, Hermann Krumbhaar, und war dort zunächst bei Bauausführungen nach den Entwürfen anderer Architekten, später nach eigenen Entwürfen tätig.
Am Gerson-Haus Hamburg, Adolphsbrücke 9/Ecke Neuerwall findet sich an der Ostfassade ein Steinschild „Krumbhaar & Heubel“ als Hinweis auf die Bauausführung. Es folgten dann nach eigenen Entwürfen das Gebäude der Sparkasse an der Schauenburger Straße, das Backsteinhaus Martinistraße 83 (ebenfalls mit Steintafel am Haus), das Haus des Jenisch-Stifts Tarpenbekstraße 93 und der 1900 erbaute Heintzehof Alstertor 16/Ferdinandstraße.
Ferner baute Heubel das Neptunhaus am Hafen und das Wohnhaus Bellevue 38 (Bauherr: sein Schwager, der Reeder Adolph Elvers). Das Baugeschäft und Architekturbüro „Krumbhaar & Heubel“ hatte zuletzt seinen Sitz in Raboisen 5, dem 1905 erbauten Eimbcke-Haus mit dem beeindruckenden Portal.

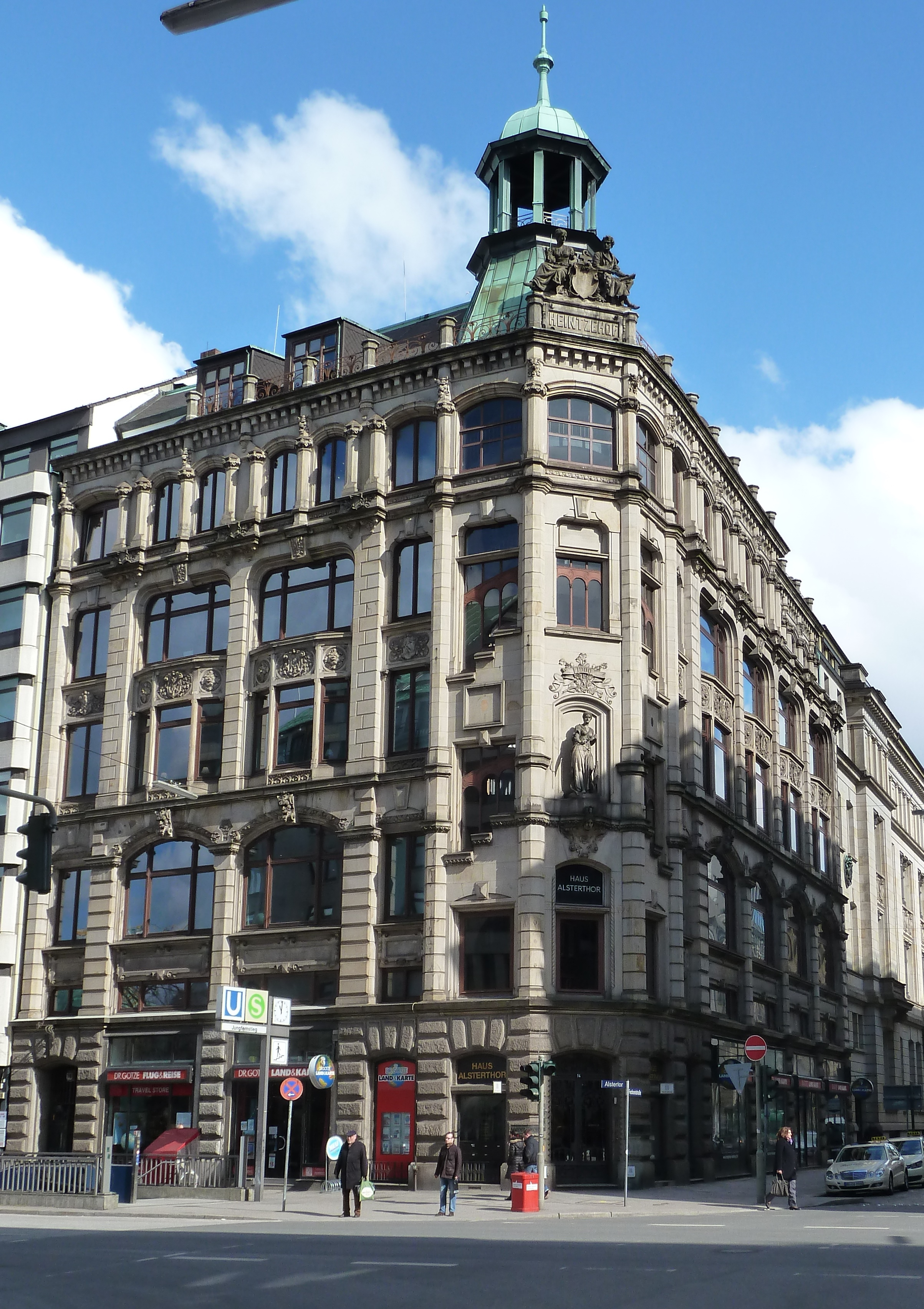
Heintzehof am Alstertor
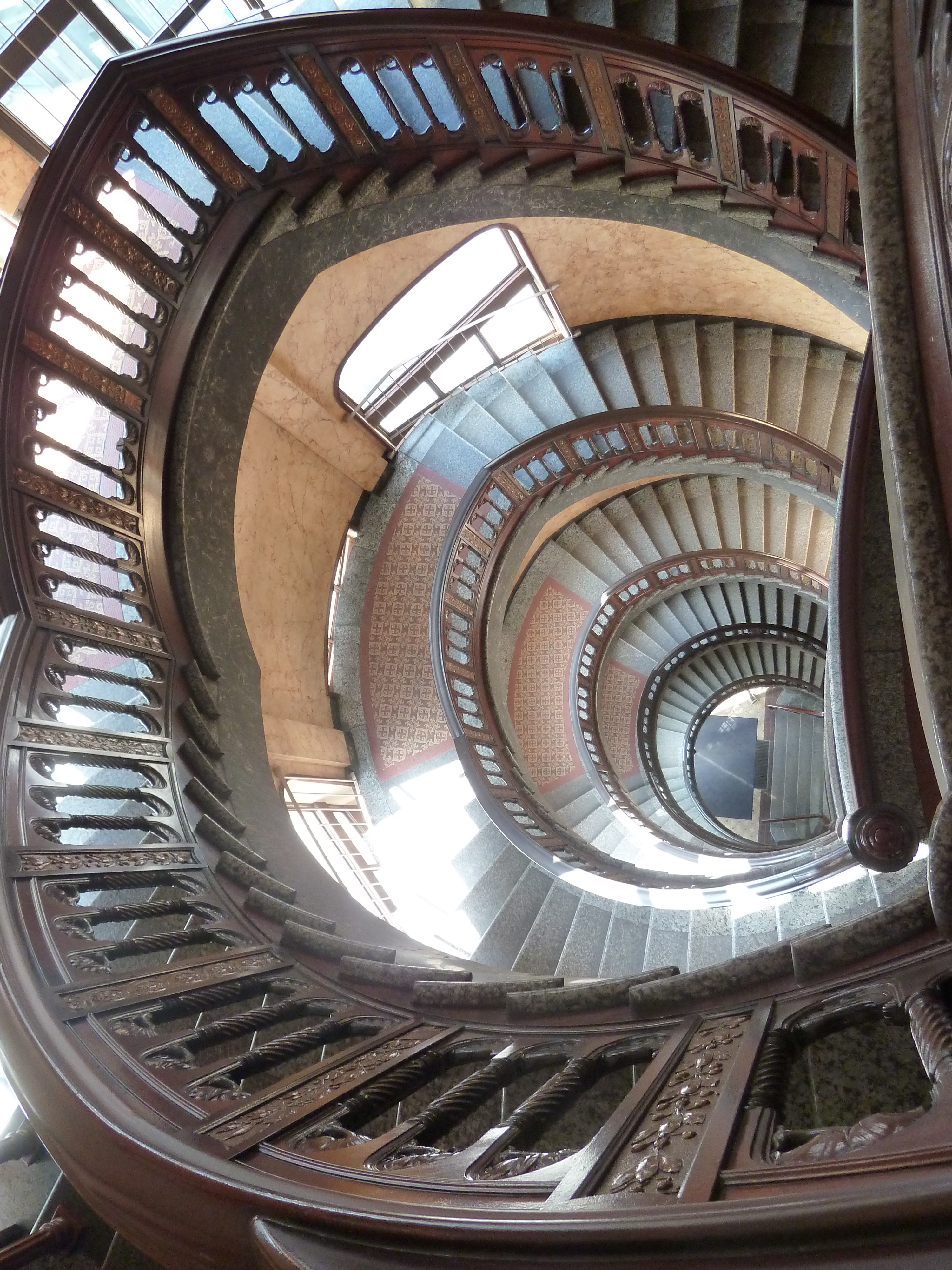
Treppenhaus des Heintzehofs
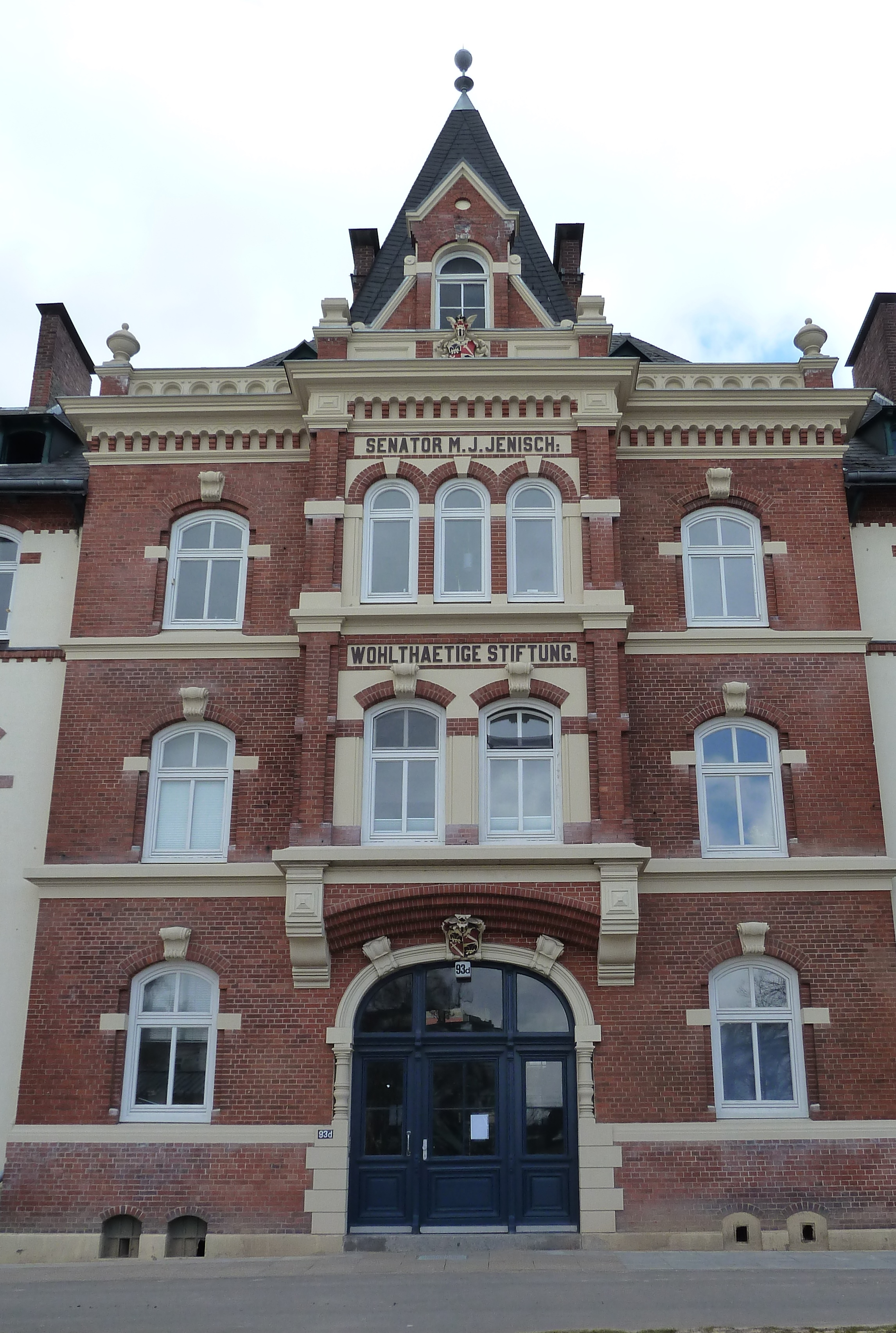
Jenischstift
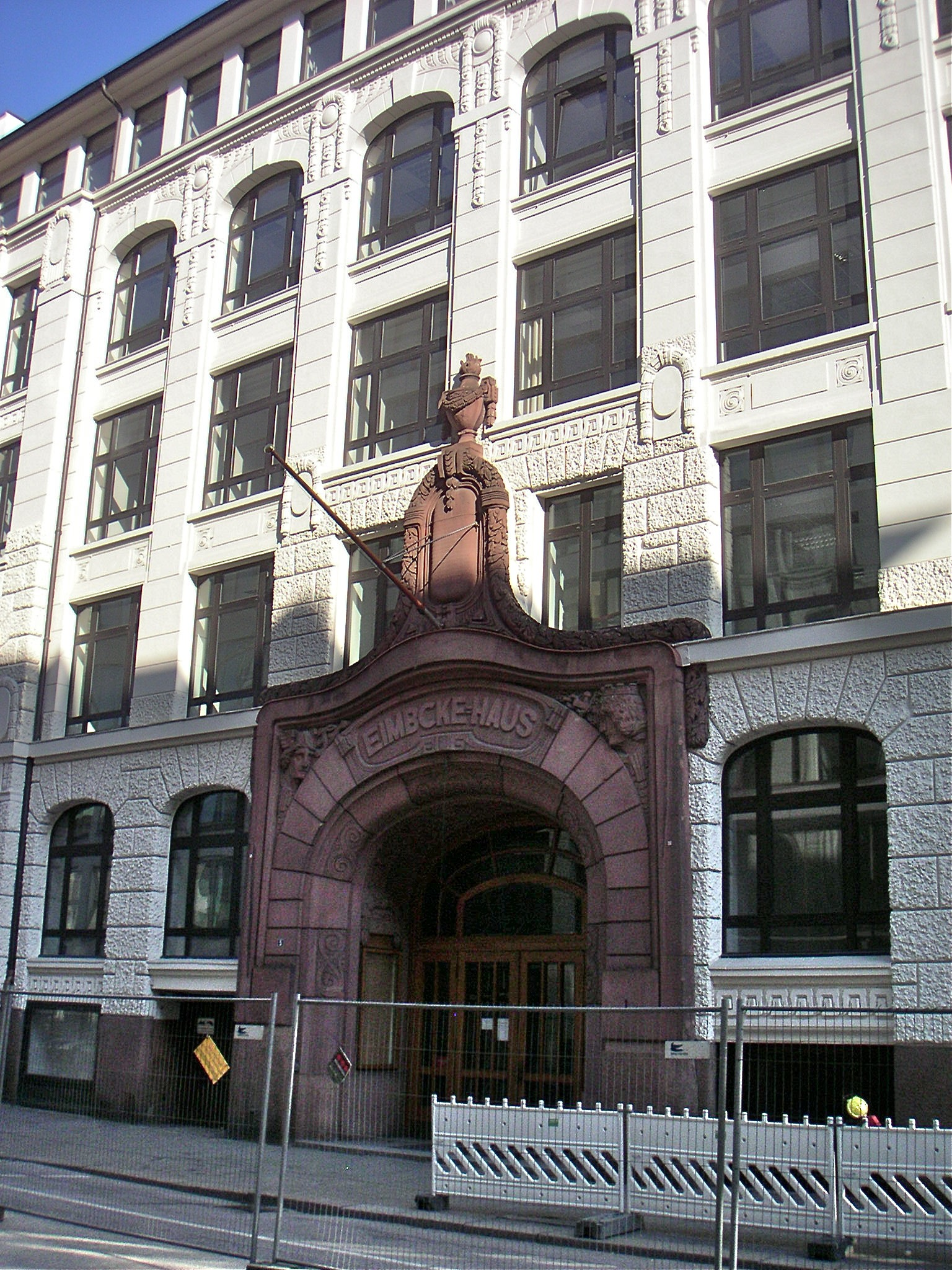
Eimbcke-Haus, Sitz des Architekturbüros „Krumbhaar & Heubel“

Ab 1879 war Heubel Mitglied im Architekten- und Ingenieur-Verein. In diesem Verein gehörte er zum Geselligkeitsausschuss und trug 1890 zum Gelingen der in Hamburg tagenden Versammlung des Verbandes deutscher Architekten und Ingenieur-Vereine bei.
Heubel wurde am 13. Januar 1882 Hamburger Bürger, war von 1895 bis 1907 Mitglied der Hamburger Bürgerschaft, wo er der Fraktion des „Linken Zentrums“ angehörte, und Mitglied der Verwaltung des Gewerbeschulwesen. Auch war er maßgeblich beteiligt an der Neufassung des Baupolizeigesetzes sowie als Mitarbeiter bei der Vorortsbahnvorlage und arbeitete ferner in zahlreichen Ausschüssen. Aufgrund seiner Veröffentlichung „Wie muss die neue Verkehrsstraße Hauptbahnhof-Rathausmarkt angelegt werden“ wurde er beim Bau der Mönckebergstraße eingesetzt.